# Dopis Güjük chána papeži Inocenci IV.

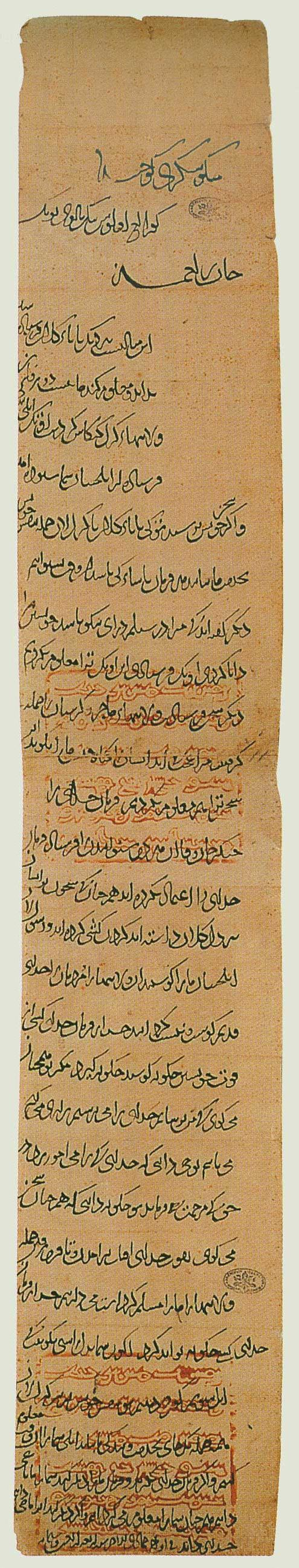
Dopis

Dopis Güjük chána papeži Inocenci IV. je dopis, kterým mongolský chán Güjük odpověděl papeži Inocenci IV. na nabídku navázání mírových vztahů. Dopis adresoval chán v roce 1246 jako odpověď na papežův dopis (Cum non solum), který mu přineslo diplomatické poselstvo vedené Giovanni Carpini.
Podle pojímání diplomacie na mongolském dvoře pochopila Güjükova strana vyslání poselstva kapitulaci a v odpovědi formuloval velmi kategorický požadavek na mír (který byl u Mongolů synonymem podrobení): „Musíš říci s upřímným srdcem: «Budeme vašimi poddanými; my ti dáme svou sílu.» Musíte osobně přijít se svými králi, všichni společně bez výjimky, abyste nám prokázali službu a složili nám člověčenství. Teprve pak uznáme Vaši podřízenost. A pokud nebudete následovat Boží příkaz a půjdete proti našim rozkazům, budeme vás pokládat za našeho nepřítele.“

## Historický kontext
Diplomaticky aktivní papež Inocenc IV. se po zprávě jistého Rusa o Mongolech pokusil navázat spojenectví. Mongolové jednak představovali vzdálené nebezpečí na východě, takže by se spojenectvím vyřešil problém do budoucna. Zároveň součástí zprostředkovaných zpráv byly i informace, že mezi Mongoly jsou i křesťané (nestoriáni), takže snad nemuselo být vyloučené přesvědčení na svoji víru. Kvůli tomu byla zorganizována náročná diplomatická mise františkána Giovanni Carpiniho, který z Lyonu vyrazil v roce 1245 a na dvoře velkého chána byl přijat v roce 1246, s odpovědí se vrátil následujícího roku. Tyto snahy nakonec vyšly na prázdno, nicméně diplomatické snahy přinesly první přímé doklady o Mongolech do křesťanského světa. Jednak Carpini sepsal podrobnou zprávu o cestě Ystoria Mongalorum a vlastní Güjükův dopis byla první písemně doložitelná zpráva od chánů evropskému světu.

## Dochování a edice
Dopis se dochoval ve Vatikánském apoštolském archivu, tento originál je psán persky a středoturkisky, arabským písmem a otisky velké chánské pečeti. Ve Vatikánu po delší době, kdy nebyl jeho osud znám, ho nalezl v roce 1920 Cyril Korolevskij (Jean Charon), následně tento dopis vydal v překladu francouzský orientalista Henri Massé a Paul Pelliot včetně přepisu originálu.